# Day of the Dog
Day of the Dog је други студијски албум Езре Ферман. Објављен је у октобру, 2013. године од стране издавачке куће Bar/None Records. Албум је снимљен после њеног првог соло албума The Year of No Returning пре кога су била објављена три албума са њеним бившим бендом The Harpoons. Албум је снимљен са њеним новим бендом The Boyfriends, који је формиран 2012. ради турнеје албума The Year of No Returning.

## Списак песама
Све песме су написане и компоноване од стране Езре Ферман, осим песме The Mall, коју је написао и компоновао Пол Барибо.
| №               | Назив                      | Трајање |  |
| 1.              | I Wanna Destroy Myself     | 02:29   |  |
| 2.              | Tell 'Em All to Go to Hell | 02:12   |  |
| 3.              | My Zero                    | 03:54   |  |
| 4.              | Day of the Dog             | 03:24   |  |
| 5.              | Walk on in Darkness        | 03:29   |  |
| 6.              | Cold Hands                 | 02:39   |  |
| 7.              | Anything Can Happen        | 02:25   |  |
| 8.              | And Maybe God Is a Train   | 02:14   |  |
| 9.              | Been So Strange            | 03:25   |  |
| 10.             | The Mall                   | 02:24   |  |
| 11.             | At the Bottom of the Ocean | 03:22   |  |
| 12.             | Slacker / Adria            | 05:09   |  |
| 13.             | Cherry Lane                | 04:11   |  |
| Укупно трајање: | Укупно трајање:            | 41:17   |  |